# La Sorcière noire
La Sorcière noire è un cortometraggio muto del 1907. Il nome del regista non viene riportato nei crediti.

## Produzione
Il film fu prodotto dalla Pathé Frères.

## Distribuzione
Distribuito dalla Pathé Frères, il film - un cortometraggio di cento metri - uscì nelle sale francesi nel 1907. Nello stesso anno, il 28 dicembre, fu distribuito con il titolo inglese The Black Witch anche negli Stati Uniti importato dalla Pathé Frères.